# Parc national François Péron
Le parc national François Péron (en anglais : Francois Peron National Park) est situé sur la péninsule de Peron en Australie-Occidentale à 726 km au nord de Perth, la capitale de l'Australie-Occidentale dans les limites du site du patrimoine mondial de la baie Shark. Les villes les plus proches du parc sont Denham, qui se trouve en bordure sud du parc et Carnarvon, qui se trouve à environ 80 km au nord.

## Site et situation
Il est adjacent et entouré par le parc marin de la baie Shark à l'ouest, au nord et à l'est et par la route reliant Denham à Monkey Mia au sud.

## Histoire
Les Aborigènes ont été les premiers habitants de la région et ils y vivent depuis plus de 26 000 ans. Les populations locales qui parlent le malgana appellent la région Wulyibidi.
Le parc porte le nom du naturaliste et explorateur français François Péron qui était zoologiste lors des expéditions scientifiques de Nicolas Baudin en 1801 et 1803 en Australie-Occidentale et se situe dans les limites l'ancienne station Péron.
François Auguste Péron natif de Cérilly dans l'Allier a accompli un travail de terrain remarquable et considérable dans des conditions très éprouvantes. Il était de santé fragile et est décédé jeune. On lui doit entre autres l'introduction du cygne noir en Europe et la description des autochtones de Tasmanie aujourd'hui anéantis.
Un certain nombre de lieux du parc portent aussi des noms français comme:
- la pointe Guichenault (côte est de la péninsule de Peron)
- le cap Lesueur (côte ouest de la péninsule de Peron)
- le lac Montbazin

Une ferme perlière a été installée sur la péninsule à Herald Bight dans les années 1880 et on trouve les restes de  coquille le long de la plage.
Utilisé comme zone d'élevage de moutons depuis les années 1900, la station a été vendue au gouvernement de l'état en 1990.
Il est devenu parc national le 8 janvier 1993.

## Renseignements pratiques

### Tourisme
On peut trouver des installations de Pique-niques, des zones d'accostage et des emplacements de campings le long de la côte ouest de la péninsule et plus précisément à :
- Big Lagoon
- Cape Lesueur
- Cattle Well
- South Gregories
- Gregories
- Bottle Bay.

### Pages liées
- Australie-Occidentale française
- Parc national D'Entrecasteaux